# LaSondra Barrett
LaSondra Renee Barrett (Flowood, 16 marzo 1990) è un'ex cestista e allenatrice di pallacanestro statunitense, professionista in Europa e in Australia.

## Carriera
È stata selezionata dalle Washington Mystics al primo giro del Draft WNBA 2012 (10ª scelta assoluta).
Director of Recruiting Operations della University of Houston nel 2019-20, è stata nominata vice-allenatore nel giugno 2020.